# Imperator Aleksándr III
El Imperator Aleksándr III (en ruso: Император Александр III) fue uno de los cinco acorazados pre-dreadnought de la clase Borodino construidos para la Armada Imperial Rusa en la primera década del siglo XX. El barco se completó unos meses antes del inicio de la Guerra Ruso-Japonesa en febrero de 1904 y fue asignado al Segundo Escuadrón del Pacífico comandado por Zinovi Rozhéstvenski, que fue enviado al Lejano Oriente seis meses después para romper el bloqueo japonés de Port Arthur. Los japoneses capturaron el puerto mientras la escuadra la escuadra estaba viajando hacia allí y su destino fue cambiado a Vladivostok.
Su nombre se debe al zar Alejandro III, padre del entonces zar, Nicolás II. Al igual que otros buques rusos desde el navío de línea Imperator Nikolái I, el nombre con el que se bautizó al buque fue en latín macarrónico.

## Historial
El Imperator Aleksándr III fue el segundo buque de la clase Borodino, aunque fue botado el mismo día que el primero de su clase, el Borodino siendo ambos botados en el astillero báltico de San Petersburgo el 11 de mayojul./ 24 de mayo de 1900greg., mismo día que el Aurora. En el caso del Imperator Aleksándr III fue puesto en grada en presencia del zar Nicolás II el 21 de juliojul./ 3 de agosto de 1901greg..
El buque fue asignado el 29 de septiembrejul./ 12 de octubre de 1903greg.. Fue tripulado con la sección naval de la Guardia Leib y encuadrado en el Segundo Escuadrón del Pacífico, que acudió en ayuda del Primer Escuadrón del Pacífico, que estaba encerrado en Port Arthur.
Durante la batalla de Tsushima en mayo de 1905, el Imperator Aleksándr III fue hundido por disparos japoneses con la pérdida de 778 hombres y toda su tripulación. Se sabe muy poco de las acciones del barco durante la batalla ya que no hubo supervivientes del barco y la visibilidad fue mala durante la mayor parte de la batalla, pero al parecer los japoneses lograron provocarle fuego con sus cañones desde el inicio de la batalla, después abrieron vías de agua y el acorazado volcó.